# Asim Ademov
Asim Ahmed Ademov (búlgaro: Асим Ахмед Адемов, nascido em 3 de dezembro de 1968) é um político búlgaro que é membro do Parlamento Europeu desde 2017. Ele foi reeleito em 2019.